# Charles-François Langlois
Pour les articles homonymes, voir Langlois.
Charles-François Langlois, est un ecclésiastique français, né le 14 septembre 1767 à Rennes (Ille-et-Vilaine) et mort le 13 juillet 1851 au Séminaire des Missions étrangères à Paris. Il est membre de la Société des Missions étrangères de Paris, dont il est le supérieur au début du XIXe siècle, en pleine renaissance après la Révolution française.

## Biographie

### Prêtre en secret
Charles-François Langlois est ordonné prêtre le 25 septembre 1791 au Séminaire des Missions étrangères, mais secrètement, parce que l'église avait été fermée, par suite du refus des directeurs du Séminaire de prêter serment à la Constitution civile du clergé.
Son départ en mission le 29 janvier 1792, avec 5 autres missionnaires, dont Jean-Antoine Dubois, est sans doute le dernier avant la grande crise causée par la Révolution. C'est aussi le dernier départ des missionnaires avec la Compagnie française des Indes orientales, qui sera aussi supprimée et jamais rétablie après la Révolution.

### Missionnaire au Tonkin
Après être arrivé au Tonkin, alors en prise à des persécutions contre les chrétiens, il participe au synode convoqué en 1795 par Jacques Longer. Au cours de ce synode sont rédigées des règles sur l'administration des sacrements, sur la discipline à observer par les missionnaires, par les prêtres indigènes, les catéchistes et les jeunes gens de la maison de Dieu. Il s'agit tantôt de la codification, tantôt de la rectification des traditions et des usages de la mission du Tonkin occidental ; ces dispositions seront en vigueur jusqu'au XXe siècle.
Les années suivantes, il doit se cacher et fuir la persécution à Thanh Hóa jusqu'à la fin de la Dynastie Tây Sơn.
Par un acte du 22 janvier 1805, Langlois est rappelé en France où il est nommé député de la mission du Tonkin occidental au Séminaire des Missions étrangères.

### Ouvrier du rétablissement de la Société des Missions étrangères
Grâce aux négations qu'il conduit, Langlois obtient de Louis XVIII la signature d'une ordonnance le 2 mars 1815 rétablissant la Société des Missions étrangères. En 1823, le roi Louis XVIII renouvelle les Lettres patentes de 1775.
En 1816, il découvre les statuts conservés aux Archives des Missions étrangères, qu'il contribue à reconstituer après le désordre laissée par la Révolution, d'une Association de prière et de bonnes œuvres pour le salut des infidèles. Il en connaissait l'existence avant son départ pour le Tonkin en 1792. Il va dès lors s'attacher à redonner vie à cette association en s'efforçant de la faire connaître dans tous les diocèses de France. Alors que l'Église en France se relève difficilement des ruines laissées par les persécutions de la Révolution française, Langlois a à cœur de rappeler que l'urgence missionnaire n'est pas moindre en Orient. Le pape Pie VII précise bien que « nous devons d'abord secourir les peuples qui nous entourent » et en 1823, le général des Jésuites, le Père Luigi Fortis, affirme que « Notre Inde est l'Europe ». Le Père Langlois ne va cependant pas ménager ses efforts pour sensibiliser l'opinion publique à l'idée du devoir d'évangéliser. Il commence ainsi en 1818 la publication d'un ouvrage en huit volumes intitulé Nouvelles Lettres édifiantes des Missions et de Chine et des Indes orientales. Cet ouvrage est achevé en 1823 et le 14 janvier 1823, le Père Langlois est élu supérieur des Missions étrangères. Peu après en 1824, son œuvre de prière pour les missions est reconnue et approuvée en 1824 par le pape Pie VII.

### Supérieur et rénovateur des missions
Élu supérieur du Séminaire des Missions étrangères le 14 janvier 1823, il sera réélu à ce poste jusqu'à sa mort le 13 janvier 1851, avec une interruption d'un mandat du 11 janvier 1836 au 14 janvier 1839.
Le 3 août 1843, le père Langlois, en présence de Eglée, vicaire général du Diocèse de Paris, de cinq docteurs, dont Joseph Récamier, et de membres du Conseil de la Congrégation pour la Propagation de la Foi, ainsi que du frère du martyr, reconnait officiellement les reliques de saint Pierre Dumoulin-Borie, rapportées de Corée après son exécution. C'est ainsi qu'est commencée la Salle des Martyrs, qui deviendra un lieu de dévotion et de prière pour les jeunes missionnaires, morts en mission. Après leur mort, il incombe au père Langlois d'être le premier à promouvoir les procédures pour les Causes de canonisations des martyrs des Missions étrangères. Deux décrets pontificaux décidant l'Introduction de ces Causes sont ainsi rendus ; le premier en 1840 et le second en 1843.
Sa longue administration est marquée par des mesures nombreuses et importantes pour le progrès de la Société des Missions étrangères. Au cours de son mandat de 25 ans, il envoie 247 missionnaires en mission en Asie, soit presque autant que le nombre de missionnaires envoyés depuis le premier départ des missionnaires Pierre Lambert de la Motte, François Pallu et Ignace Cotolendi en 1660. Il ouvre ainsi de nouveaux champs de mission, confiées par le Pape Grégoire XVI; c'est ainsi qu'il envoie les premiers missionnaires au Tibet, comme Nicolas Krick, ou en Corée, comme Pierre Maubant.

## Contributions

### Les œuvres de la Propagation de la Foi
Pour encourager le renouveau missionnaire, la Société des Missions étrangères profite du développement de la presse écrite pour augmenter le rayonnement de son œuvre. L’Œuvre de la Propagation de la Foi est fondée dans le but de procurer des ressources aux missionnaires catholiques, à Lyon en 1822, par Pauline Jaricot, dont le frère Philéas, est aspirant aux Missions étrangères. Elle publie aussitôt des Nouvelles reçues des missions qui deviendront les Annales de la propagation de la foi à partir de 1826 qui fournirent une tribune aux missionnaires. Les premiers volumes renferment principalement des nouvelles des membres des Missions étrangères et des aperçus de leurs actions sous la plume du père Langlois. Des centaines de lettres, souvent in extenso, sont publiées par les missionnaires de la rue du Bac. La grande diffusion de cette revue trimestrielle contribue à développer un élan missionnaire qui est allé s’amplifiant jusqu'aux premières années du XXe siècle. Son but est essentiellement de susciter des vocations et la générosité de ses lecteurs.

### Missions en Océanie des Pères de Picpus
Après des démarches de l'aventurier Jean-Baptiste Rives qui souhaite l'envoi des missionnaires en Polynésie, Charles-François Langlois se voit contraint de refuser sa demande par manque de vocations. En revanche, sur un mandat spécial du Pape Grégoire XVI, Langlois conseille à l'abbé Marie-Joseph Coudrin, fondateur de la congrégation des Sacrés-Cœurs de Jésus et de Marie, d'ouvrir l'œuvre missionnaire à Hawaï et en Polynésie française.

## Liens